# Église Sainte-Marie d'Eaubonne
Pour les articles homonymes, voir Église Sainte-Marie.
L'église Sainte-Marie d'Eaubonne dans le Val-d'Oise, est un édifice affecté au culte catholique.
La nef a été remaniée en 1756. Le retable du maître-autel date du XVIIIe siècle.

## Historique

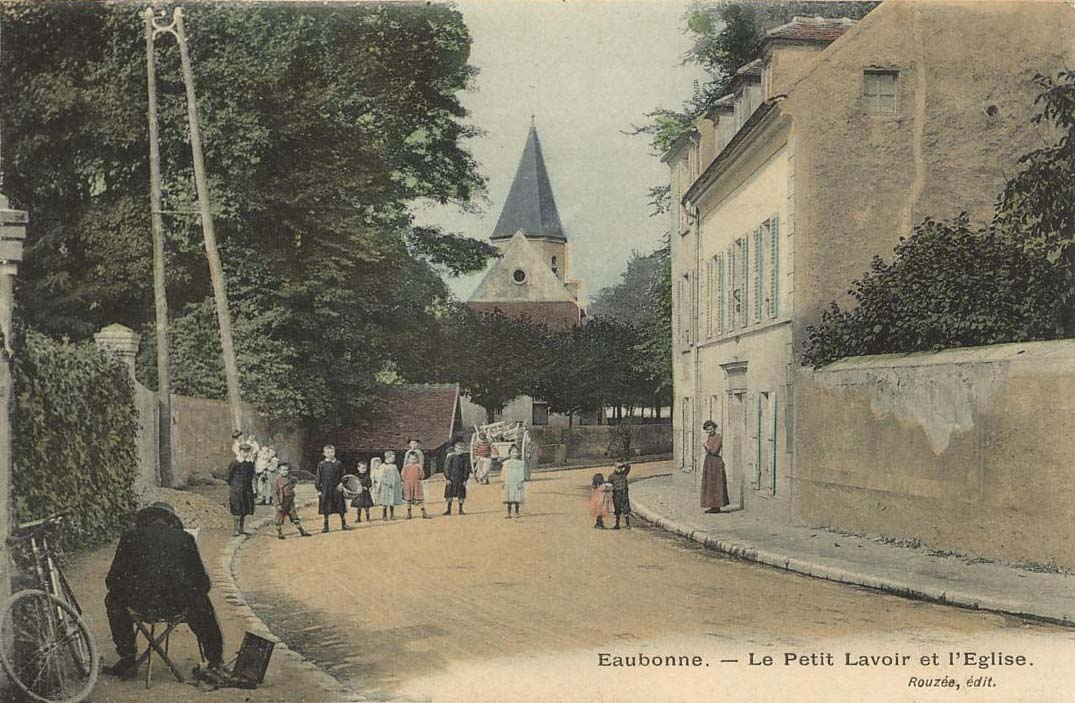
Le petit lavoir et l'église.

En 1847, elle porte l’appellation de Notre–Dame de l’Assomption. Après la consécration, en 1933, de l’église du Sacré-Cœur dans la même ville, elle devient chapelle Sainte-Marie. En 1970, elle prend le nom d’église Sainte-Marie quand on construit l'Église Notre-Dame de l'Assomption à Eaubonne. Elle n’accueille plus alors que des réunions de catéchistes et des célébrations pour les jeunes, jusque vers 1985. Grâce à sa restauration en 1991, l'église a été rendue au culte après cette période d’abandon. 